# Panorpa nigrirostris
Panorpa nigrirostris är en näbbsländeart som först beskrevs av Maclachlan 1882.  Panorpa nigrirostris ingår i släktet Panorpa och familjen skorpionsländor. Inga underarter finns listade i Catalogue of Life.